# Ђаковачка катедрала
Ђаковачка катедрала Светог Петра је стона црква Ђаковачко-осјечке надбискупије. Архитектонски стил градње је неороманички, а главни архитекта је био аустријски архитекта Карл Резнер, који ју је пројектирао на иницијативу ђаковачког бискупа Штросмајера 1854 године. Резнер није доживео довршетак катедрале, па га је као главног архитекту наследио Фридрих фон Шмит, а помагао му је Херман Боле.

## Историја
За корене ове катедрале може да се каже да датирају чак у 13. век. Због немира у централној Босни, босански бискуп је морао да напусти своје седиште на брду код Сарајева. Бискупску катедру селе у Ђаково, где су 1239. године, даровницом хрватског херцега Коломана постали господарима Ђаковштине. Ту граде катедралу и зидине. Њу су срушили Османлије. Након протеривања Османлија, гради се нова црква, али је она изгледом била врло скромна. Како је била и конструкцијски слаба, на градњу нове премишља се већ почетком 19. векa. Но првобитне идеје је одбио бечки грађевни савет. 1850.-их година ђаковачки бискуп Штросмајер уложио је сва своја настојања да се сагради нова. Но, због мањка новца, припреме за градњу нису могле одмах да почну, па се са градњом почело 1866. године. Радови на катедрали су завршени 1882. године. У њој је сахрањен бискуп заслужан за њену градњу.

## Унутрашњост
Катедрала је украшена са седам олтара, 43 фреске, 31 светачким кипом и 32 рељефа. Стубови, зидови и делови сводних површина украшени су геометризираним орнаменталним узорцима славонског народног веза (сликар-декоратер Јосип Волтолини).
План је у знаку латинског крста. У пресеку 2 "крстастих греда" (главне и попречне лађе/ трансепт), испод куполе високе 40 метара, постављен је главни олтар, посвећен св. Петру апостолу. Наткриљује га 15 метара високи романичко-готички цибориј, тежак око 80 тона, који носе четири стуба од марсејског црвеног мермера.
Унутрашњост катедрале осликана је библијским мотивима у фреско-техници. Тај су посао 12 година осликавали немачки сликари, отац и син, Алекандер-Максимилијан Зајц и Лудвих Зајц, а три фреске потписују римски сликари Лудовико Ансиљони и Никола Консони.